# Вільхівська сільська рада (Золотоніський район)
Вільхі́вська сільська́ ра́да — колишня адміністративно-територіальна одиниця та орган місцевого самоврядування в Золотоніському районі Черкаської області. Адміністративний центр — село Вільхи.

## Загальні відомості
- Населення ради: 931 особа (станом на 2001 рік)

## Населені пункти
Сільській раді були підпорядковані населені пункти:
- с. Вільхи
- с-ще Холодне

## Склад ради
Рада складалася з 16 депутатів та голови.
- Голова ради: Циганник Віра Іванівна
- Секретар ради: Озірський Владислав Олексійович

### Керівний склад попередніх скликань
| Прізвище, ім'я, по батькові | Основні відомості                                                             | Дата обрання | Дата звільнення |
| --------------------------- | ----------------------------------------------------------------------------- | ------------ | --------------- |
| Вернигора Анатолій Іванович | Сільський голова, 1958 року народження, освіта незакінчена вища, безпартійний | 26.03.2006   | 31.10.2010      |
| Вернигора Анатолій Іванович | Сільський голова, 1958 року народження, освіта незакінчена вища, безпартійний | 31.10.2010   | 01.01.2014      |
| Циганник Віра Іванівна      | Сільський голова, 1956 року народження, освіта вища, позапартійна             | 25.05.2014   |                 |

Примітка: таблиця складена за даними сайту Верховної Ради України

### Депутати
За результатами місцевих виборів 2010 року депутатами ради стали:

#### За суб'єктами висування
| Суб'єкт висування          | Кількість обраних депутатів | %    |
| -------------------------- | --------------------------- | ---- |
| Самовисування              | 14                          | 87,5 |
| Партія Пенсіонерів України | 1                           | 6,3  |
| Партія регіонів            | 1                           | 6,3  |

#### За округами
| № округу                   | Прізвище, ім'я, по батькові     | Дата визнання обраним | Освіта             | Партійна приналежність          | Відомості про обраного депутата        |
| -------------------------- | ------------------------------- | --------------------- | ------------------ | ------------------------------- | -------------------------------------- |
| Партія Пенсіонерів України |                                 |                       |                    |                                 |                                        |
| 2                          | Безсмертний Сергій Олексійович  | 04.11.2010            | середня спеціальна | член Партії пенсіонерів України | приватний підприємець                  |
| Партія регіонів            |                                 |                       |                    |                                 |                                        |
| 9                          | Середа Микола Григорович        | 04.11.2010            | середня            | позапартійний                   | Рай сх, зав. відділом                  |
| Самовисування              |                                 |                       |                    |                                 |                                        |
| 1                          | Зелений Володимир Миколайович   | 04.11.2010            | середня спеціальна | позапартійний                   | приватний підприємець                  |
| 3                          | Шевчук Михайло Андрійович       | 04.11.2010            | вища               | позапартійний                   | приватний підприємець                  |
| 4                          | Сизько Дмитро Борисович         | 04.11.2010            | вища               | позапартійний                   | приватний підприємець                  |
| 5                          | Орисенко Іван Васильович        | 04.11.2010            | середня            | позапартійний                   | Вільхівське лісництво, старший майстер |
| 6                          | Циганник Василь Іванович        | 04.11.2010            | середня            | позапартійний                   | Золотоніский райавіадор, водій         |
| 7                          | Рубан Євдокія Григорівна        | 04.11.2010            | вища               | позапартійна                    | Вільхівська НВК, директор              |
| 8                          | Вернигора Роман Анатолійович    | 04.11.2010            | вища               | позапартійний                   | СТ Золотоніський, інженер технолог     |
| 10                         | Бакай Володимир Олексійович     | 04.11.2010            | середня спеціальна | позапартійний                   | ВАТ Золотоноша м'ясо, ветлікар         |
| 11                         | Костра Анатолій Андрійович      | 04.11.2010            | середня            | позапартійний                   | ТОВ «Еліт», охоронець                  |
| 12                         | Строкань Людмила Іванівна       | 04.11.2010            | вища               | позапартійна                    | Вільхівський НВК, вчитель              |
| 13                         | Озірський Владислав Олексійович | 04.11.2010            | вища               | позапартійний                   | Вільхівська с/р, секретар              |
| 14                         | Циганник Юрій Васильович        | 04.11.2010            | вища               | позапартійний                   | ДП Золотоніськийдержлісгосп, інженер   |
| 15                         | Циганник Володимир Іванович     | 04.11.2010            | вища               | позапартійний                   | пенсіонер                              |
| 16                         | Журавіна Ольга Іванівна         | 04.11.2010            | середня            | член Партії регіонів            | пенсіонер                              |